# Domenico Donna
Giuseppe Domenico Donna (Torino, 30 giugno 1883 – Aosta, 21 agosto 1961) è stato un avvocato e calciatore italiano, di ruolo attaccante.

## Biografia
Studiò al liceo Massimo D'Azeglio e in seguitò si laureò, divenendo avvocato.
Fu tra i soci fondatori e tra i primi giocatori della Juventus, nella quale ebbe il ruolo di ala destra. Fece il suo esordio in una gara ufficiale l'11 marzo 1900 contro il Torinese, partita persa per 1-0. La sua ultima presenza fu invece contro il Torino, sfida persa per 3-1. Durante le sue undici stagioni bianconere collezionò 30 presenze e 10 gol, e nel 1905 fu tra i protagonisti del primo titolo italiano del club, nella Prima Categoria.
Il 17 aprile 1904 partecipò inoltre, seppur membro della prima squadra, alla finale della prima edizione del torneo di Seconda Categoria riservato alle riserve — una sorta di campionato di Serie B ante litteram —, contro il Genoa: la vittoria arrise ai liguri che si imposero per 4-0.
Precedentemente alla II guerra mondiale fu esule a Villeurbanne per motivi politici.

## Statistiche

### Presenze e reti nei club
| Stagione  | Club     | Campionato | Campionato | Campionato | Campionato |
| Stagione  | Club     | Comp       | Pres       | Reti       |            |
| --------- | -------- | ---------- | ---------- | ---------- | ---------- |
| 1900      | Juventus | CI         | 4          | 0          |            |
| 1901      | Juventus | CI         | 2          | 3          |            |
| 1902      | Juventus | CI         | 0          | 0          |            |
| 1902-1903 | Juventus | CI         | 0          | 0          |            |
| 1903-1904 | Juventus | PC         | 3          | 0          |            |
| 1904-1905 | Juventus | PC         | 4          | 3          |            |
| 1905-1906 | Juventus | PC         | 5          | 2          |            |
| 1906-1907 | Juventus | PC         | 2          | 0          |            |
| 1907-1908 | Juventus | CIPC       | 4          | 0          |            |
| 1908-1909 | Juventus | CFPC       | 5          | 2          |            |
| 1909-1910 | Juventus | PC         | 1          | 0          |            |
| Totale    | Totale   | Totale     | 30         | 10         |            |

## Palmarès

### Calciatore

#### Club

##### Competizioni nazionali
- Campionato italiano: 1

Juventus: 1905